# Yūya Uchida
Yūya Uchida (内田 夕夜 Uchida Yuuya?) es un seiyū japonés nacido el 3 de diciembre de 1965 en Saitama, Japón.

## Roles interpretados
Lista de los roles interpretados durante su carrera.
Los papeles principales están en negrita.

### Anime
2007
- Naruto Shippūden como Rinji.
- Princess Resurrection como Emile.

2008
- Mugen no jūnin como Shinriji.
- Nijū-Mensō no Musume como Nijū-Mensō.
- Soul Eater como Dr. Franken Stein.

2009
- Guin Saga como Naris.
- Pandora Hearts como Rufus Barma.
- Spice and Wolf II como Rigoro.

2012
- Fairy Tail Como Samuel (Episodio 132)
- Soul Eater Not! Como Dr. Franken Stein.

2017
- ACCA: 13-ku Kansatsu-ka como Herring (ep. 9).

2020
- The God of High School como Baek Seung-Cheol

### Película
- Ghost in the Shell: Stand Alone Complex Solid State Society como Takaaki Koshiki.